# Удови (Доктор Ху)
Удови (енгл. Ood) су ванземаљска врста са телепатским способностима у дуготрајној британској научнофантастичној телевизијској серији Доктор Ху. У оквиру наратива серије они живе у далекој будућности (отприлике у 42. веку).
Удови су приказани као робовска врста, по природи нежна и љубазна, али лако подложна кварном спољашњем утицају. Они су касније еманциповани из свог ропства и у „Крају времена” су напредовали у напредну цивилизацију.

## Физичке особине
Удови су хуманоидног изгледа са пипцима на доњим деловима лица и телепатска врста. Као такви, захтевају „куглу за превођење” да би комуницирали са нетелепатским створењима. Кугла је повезана са Удом преко цеви која је првобитно повезивала њихов спољашњи мозак са њиховим телом. Људи би у будућности физички уклонили њихове задње мозгове и наместили куглу за превођење на месту где је мозак некада био. Чини се да нема сексуалне диференцијације међу Удовима, иако изгледа да је Доктор успео да одреди њихов пол. Када је Дона говорила о умирућем Уду као о „оном”, Доктор одговара да је Уд „он”, а не „оно”. Удови тврде да им нису потребна имена или звања јер су повезани са умом кошнице и функционишу као једна целина, али имају ознаке које су им дали људи као што су „Уд 1 Алфа 1” или „Уд Сигма” да би се разликовали. Доктор указује у „Планети Удова” да је појединачност Удова исход тога што се ум кошнице Удова различито изражава унутар сваког Уда, говорећи: „Смешна ствар, подсвест. Поприми разне облике. Испољила се у Црвенооком као освета, изашла је у Бесном Уду као бес, а онда је било стрпљења и сва та интелигенција и милосрђе усредсредили су се на Уда Сигму”. Удови су саосећајни и између себе деле телепатско комуникационо поље ниског нивоа. Када допру својим телепатским пољима, може се чути као певање. Ова способност их је учинила подложним телепатској контроли, а у неколико епизода се показало да их контролише јача телепатска сила. Удови су део верског поретка Тишина. Они такође знају Докторово име како су му га певали у „Планети Удова”.
Удови имају љубичасту крв.

## Појављивања
Удови су дебитовали у епизоди 2. серијала „Немогућа планета”. Људи их користе као робовску врсту, што оставља све врсте ситних задатака за људе у епизоди. Они су описани као да се драговољно нуде за ропство, без сопствених циљева осим да им се издају наређења и да служе. Тврди се и да не могу да се брину о себи и да, ако не добију наређења, клону и умиру. Епизода такође алудира на протестну групу под називом „Пријатељи Удова” која се противе ропству Удова и тражи да их ослободе.
Према Званичном Доктор Ху годишњаку 2007. Удови живе на планети у Маглини Коњске главе где је њима управљао Ум кошнице који су уништили људски колонисти. У књизи коју је одобрио BBC (Доктор Ху: Створења и утваре) елаборира се да су Удови дошли из Уд сфере. Уд сфера се налази близу планете Сенс сфере, дома Сензорита који деле менталну и физичку сличност са Удовима. Без ума кошнице, Удови су се понудили људским колонистима и постали ропска врста.
Десети Доктор и Роуз Тајлер се сусрећу са педесет Удова у пратњи експедиционих снага предвођених људима у „Немогућој планети”. Саосећајност према Удовима учинила их је подложним психичком опседнутости Звери која је обликовала Удове у своју „Легију”. Док су били опседнути, очи Удова су промениле боју у црвену и побили су неколико људи бацајући на њих своје транслаторне кугле и убијајући их струјом. На крају епизоде, Доктор је био приморан да жртвује све преживеле Удове црној рупи око планете јер није имао времена да спасе и њих и људску посаду.
Удови се враћају у епизоди 4. серијала „Планета Удова”, где се открива да нису рођени да служе већ да су поробљена врста. Кугле за превођење Удова су заправо замениле њихов задњи мозак који је садржао њихове индивидуалне личности. Доктор успешно ослобађа Удове ослобађајући ум кошнице Удова који повезује све Удове телепатском везом. Ood Operations, корпорација која обрађује робове Удове, већ 200 година одваја ум кошнице од Удова; међутим, Уд познат као Сигма, који се појављује као лични слуга вође корпорације, Халпена, унапређује слободу Удова, полако претварајући свог господара у Уда и спуштајући штит око џиновског мозга који повезује све Удове заједно. Опседнути „црвенооки” Уд се поново појављује у овој епизоди, дивљајући по налогу ума кошнице. Након ослобођења, сви Удови широм универзума се враћају у Уд сферу. Док је био тамо, Уд Сигма назива Дону Нобл као "Доктор-Дону" и прориче да ће Докторовој „песми” ускоро доћи крај.
Уд Сигма се враћа као део специјала 2008–10. у епизоди „Воде Марса” где се појављује на крају епизоде у покушају да контактира Доктора.
Удови се такође појављују у следећој епизоди, дводелној причи „Крај времена”. У овој епизоди, Доктор коначно прихвата поруку Уда Сигме и враћа се у Уд сферу 100 година (у њиховом временском току) пошто их је ослободио у „Планети Удова”. Доктор открива да је удовска цивилизација напредовала пребрзо и да су Удови развили способност да виде и пројектују себе кроз само време. Удови откривају да је то последица временског „крварења”, а старешине Удова показују Доктору снове и пророчанства које су видели. На крају другог дела, Уд Сигма се поново појављује Доктору и даје му охрабрење да се врати у свој ТАРДИС како би завршио своју регенерацију у Једанаестог Доктора. „Крај времена” такође представља старешину Удова који има откривен мозак, уши у облику полумесеца и жућкасте пипке.
Један Уд, који се помиње као Нећак, појавио се у епизоди шестог серијала „Докторова супруга”. Нећак је био под утицајем ванземаљског ентитета по имену Кућа. Нећак је убијен када су Доктор и Идрис спустили ТАРДИС конзолу на тачно место на коме је стајао, том приликом га уништавајући. Доктор примећује да је Нећак био „још један Уд ког нисам успео да сачувам”, што се односи на његове претходне сусрете. Нећакове очи светле зелено када су опседнуте, што је промена у односу на црвене очи у претходним епизодама.
У мини-епизоди „Смрт је једини одговор”, научник Алберт Ајнштајн се трансформише у црвенооког Уда пошто је прогутао тајанствену течност. Опседнути Уд понавља фразу „Смрт је једини одговор” пре него што се поново трансформисао у Ајнштајна.
Избрисана сцена из епизоде „Добар човек иде у рат” приказује како се Доктор поново састао са Удом Сигмом. Расел Т. Дејвис је и даље потписан на крају за сцену упркос томе што је исечена.
У серијалу Живот Пондових, један Уд који се изгубио у ТАРДИС-у одлутао је у Ејмину и Роријеву кућу. Уд је радио као њихов батлер неколико дана док га Доктор није покупио и вратио у Уд сферу.
Уд који се појављује у „Преживелима Флукса” служи као Тектеунов помоћник који покреће следећи талас Флукса да уништи преостали универзум. Пошто су Тектеуна убили Рој и Азур, он помаже Докторки у покушају да промени ток таласа Флукса.
Удове је физички тумачио глумац Пол Кејси. Старијем Уду у специјалу „Крај времена” глас даје Брајан Кокс док је свим осталим Удовима глас давао Силас Карсон.